# Peones conectados
|       |       |       |    |       |    |       |       |    |  |
|       | a8    | b8    | c8 | d8    | e8 | f8    | g8    | h8 |  |
| a7    | b7    | c7    | d7 | e7    | f7 | g7    | h7    |    |  |
| a6    | b6    | c6    | d6 | e6    | f6 | g6    | h6 pd |    |  |
| a5 pl | b5 pl | c5    | d5 | e5 pl | f5 | g5    | h5 pl |    |  |
| a4    | b4    | c4 pl | d4 | e4    | f4 | g4 pl | h4    |    |  |
| a3    | b3    | c3    | d3 | e3 pl | f3 | g3    | h3    |    |  |
| a2    | b2    | c2    | d2 | e2    | f2 | g2    | h2    |    |  |
| a1    | b1    | c1    | d1 | e1    | f1 | g1    | h1    |    |  |
|       |       |       |    |       |    |       |       |    |  |

En ajedrez, peones conectados son dos o más peones del mismo color en columnas adyacentes, al contrario que los peones aislados. Estos peones son instrumentos en la creación de estructuras de peones, porque cuando son diagonalmente adyacentes forman una cadena de peones, en la que un peón es protegido por el anterior. El punto más débil es el peón más retrasado porque no está protegido por otro peón.